# Zonopterus flavitarsis
Zonopterus flavitarsis là một loài bọ cánh cứng trong họ Cerambycidae.